# شیلا عبدالسلام
شیلا عبدالسلام (انگلیسی: Sheila Abdus-Salaam; ۱۴ مارس ۱۹۵۲ – ۱۲ آوریل ۲۰۱۷) وکیل و قاضی اهل ایالات متحده آمریکا بود. او نخستین زن آمریکایی آفریقایی‌تبار بود که به‌عنوان قاضی دادگاه تجدیدنظر نیویورک خدمت می‌کرد.